# فرودگاه شهری شرمان
فرودگاه شهری شرمان (به انگلیسی: Sherman Municipal Airport) یک فرودگاه همگانی بهره‌برداری هوایی است که یک باند فرود آسفالت دارد و طول باند آن ۱۲۲۱ متر است. این فرودگاه در شهر شرمن، تگزاس کشور ایالات متحده آمریکا قرار دارد و در ارتفاع ۲۲۷ متری از سطح دریا واقع شده است.